# 104. Deutscher Katholikentag
Der 104. Deutsche Katholikentag soll vom 13. bis 17. Mai 2026 in Würzburg stattfinden. Veranstalter ist der Trägerverein „104. Deutscher Katholikentag Würzburg 2026 e.V.“, der gemeinsam vom Zentralkomitee der deutschen Katholiken (ZdK) und dem Bistum Würzburg gegründet wurde.
Der Katholikentag will neben der Stärkung des Glaubens auch gesellschaftspolitische Themen aufgreifen, insbesondere die Verteidigung der Menschenwürde und den Einsatz gegen soziale Ausgrenzung. Passend dazu lautet das Leitwort des Katholikentags „Hab Mut, steh auf!“, basierend auf dem Markusevangelium (Mk 10,49 ). Es soll die Teilnehmenden ermutigen, ihrem Glauben zu folgen, sich gesellschaftlichen Herausforderungen zu stellen und aktiv zu einer menschenfreundlichen Gemeinschaft beizutragen. Die Veranstalter hoffen auf zahlreiche Teilnehmende aus ganz Deutschland und anderen Ländern.
Zur Vorbereitung des Katholikentags hat Bischof Franz Jung zum 1. Juli 2024 Domkapitular Albin Krämer, Leiter der Hauptabteilung Seelsorge im Bistum, zum Bischofsvikar für den Würzburger Katholikentag ernannt. Er ist maßgeblich für die Zusammenarbeit zwischen dem Bistum Würzburg, der Katholikentagsleitung und dem Trägerverein verantwortlich. Den Vorsitz der Katholikentagsleitung hat Irme Stetter-Karp, Präsidentin des Zentralkomitees der deutschen Katholiken. Vorsitzender des Trägervereins ist Alexander Schraml, Honorarprofessor an der Technischen Hochschule Würzburg-Schweinfurt für das Recht der Gesundheits- und Pflegeberufe und externer Missbrauchsbeauftragter des Bistums Würzburg.
In Würzburg fanden Katholikentage in den Jahren 1864, 1877, 1893 und 1907 statt.